# Stéphanie Duvivier
Stéphanie Duvivier (née le 4 avril 1974) est une réalisatrice franco-marocaine.

## Biographie
Stéphanie Duvivier commence sa carrière en tant qu’assistante-réalisatrice sur Simon le mage d’Ildikó Enyedi et sur la série télévisée L'Enfant des Lumières. Elle a également dirigé le casting de Marock de Laïla Marrakchi.
Elle réalise ensuite deux courts métrages : Le Mariage en papier et Hymne à la gazelle avec Marie-Laure Descoureaux et Abdelhafid Metalsi.
En 2008, Stéphanie Duvivier réalise un long métrage Un roman policier, drame dans lequel elle dirige pour la deuxième fois Marie-Laure Descoureaux et Abdelhafid Metalsi.

## Filmographie
- 2000 : Hymne à la gazelle (court-métrage). Avec Cécile de France, Zakariya Gouram, Hiam Abbass. Synopsis : Lise décide de se marier, moyennant finances, avec Salim. La grand-mère de Salim s'installe dans leur appartement et tout ne se passe pas comme prévu...
- 2000 : Le Mariage en papier (court-métrage). Avec Marie-Laure Descoureaux, Abdelhafid Metalsi. Synopsis : La vie d'Élisabeth, femme ronde et effacée, se réduit à une vie quotidienne avec son mari, Michel. Un soir, elle sort le chien à contre cœur car il regarde un championnat de football. Elle fait la rencontre inattendue de Youssef...
- 2007 : Un roman policier (long métrage). Avec Marie-Laure Descoureaux, Abdelhafid Metalsi, Olivier Marchal, Hiam Abbass, Théo Trifard etc. Synopsis : La banlieue, de nuit. Dans un petit commissariat, Émilie Carange, lieutenant de police en proie à des frustrations, voit débarquer Jamil Messaouden, jeune stagiaire, aux méthodes peu orthodoxes. Elle s’éprend de désir pour lui[2],[3]

## Nominations et récompenses
- 2005 : Nomination pour Un roman policier au 19e Festival du film d'aventures de Valenciennes (édition no 19)
- 2005 : Nomination pour le César du meilleur court métrage pour Hymne à la gazelle lors des César 2005[4]
- 2008 : Nomination au Grand prix du jury pour Un roman policier lors du 30e Festival international de films de femmes de Créteil
- 2008 : Prix Rainer-Werner-Fassbinder lors du Festival international du film de Mannheim-Heidelberg[5]